# قره‌یازی (آغ‌استفا)
قره‌یازی (به لاتین: Qarayazı) یک منطقه مسکونی در جمهوری آذربایجان است که در شهرستان آغستفا واقع شده است.